# Сейнт Винсент (залив)
Сейнт Винсент (на английски: Gulf Saint Vincent) е залив в югоизточната част на Индийския океан, край южния бряг на Австралия, в щата Южна Австралия. Разположен е между полуостровите Йорк (на запад) и Флоро (на изток), като се вдава на север в сушата на 139 km, а ширината на входа му е 61 km. На юг се затваря от остров Кенгуру, а чрез протоците Инвестигейтър (на югозапад) и Бакстърс (на югоизток) се свързва с океана. Максималната му дълбочина е 38 m. Площта му е 6800 km². Източните му брегове са предимно високи, стръмни, скалисти, а западните – ниски, с пясъчни плажове. Приливите са неправилни, полуденонощни, с височина до 3,6 m. На източния му бряг е разположена столицата на щата Южна Австралия град Аделаида със своите многочислени предградия на север и юг. Други по-големи градове и пристанища по бреговете му са Порт Уейкфилд (на север) и Ардросан (на запад).
Заливът Сейнт Винсент е открит ва 30 март 1802 г. от английския откривател и изследовател на бреговете на Австралия Матю Флиндърс.